# كارلوس ازكويردوس
كارلوس ازكويردوس (بالإسبانية: Carlos Izquierdoz)‏ (3 نوفمبر 1988 بلانوس في الأرجنتين - ) هو لاعب كرة قدم أرجنتيني في مركز الدفاع. لعب مع أتلتيكو أتلانتا وسانتوس لاغونا ونادي لانوس.

## وصلات خارجية
- كارلوس ازكويردوس على موقع إي إس بي إن إف سي (الإنجليزية)
- كارلوس ازكويردوس على موقع قاعدة بيانات كرة القدم.إي يو (الإنجليزية)
- كارلوس ازكويردوس على موقع Soccerway.com (الإنجليزية)
- كارلوس ازكويردوس على موقع عالم كرة القدم.نت (الإنجليزية)
- كارلوس ازكويردوس على موقع AS.com (الإسبانية)